# Тупрунка (посёлок)
Тупрунка — посёлок сельского типа в Верхнекамском районе Кировской области России. Входит в состав Камского сельского поселения.

## История
Посёлок основан в 1950—1951 гг. Название поселок получил по гидрониму протекающей поблизости реки Тупрунки. Первыми жителями поселка были колхозники, приехавшие на заготовку леса. Затем прибыли переселенцы с южных районов области. В Тупрунке был создан лесопункт Перервинского ЛПХ. Лес заготовляли и вывозили на тракторах на берег реки Камы, а дальше сплавляли молевым сплавом до Керченского рейда.
В 60-е гг. начали строить объекты социальной сферы. Появились первые улицы. В феврале 1969 г. Порышевский лесоучасток соединился с Тупрунским лесоучастком. В поселке работала школа, детский сад, библиотека, клуб, магазины, дом быта.
После распада леспромхоза, в 90-х годах, люди стали покидать поселок. Численность населения стремительно уменьшается.

## География
Посёлок находится на северо-востоке Кировской области, в северо-восточной части Верхнекамского района, на правом берегу реки Камы. Абсолютная высота — 135 метров над уровнем моря. Расстояние до районного центра (города Кирс) — 103 км. Ближайшие населённые пункты — Перерва, Камский, Кай.

## Население
По данным всероссийской переписи 2010 года, численность населения посёлка составляла 209 человек (мужчины — 102, женщины — 107).

## Инфраструктура
В Тупрунке имеется начальная школа и библиотека. Также в посёлке располагается компания, занимающаяся деревообработкой.
Улицы посёлка:
- Гагарина
- Набережная
- Труда
- Школьная

## Фотогалерея
- Въезд в Тупрунку
- Почта в Тупрунке
- Центр посёлка Тупрунка
- Вид на р.Кама от п.Тупрунка
- Магазин в Тупрунке
- Река Кама в Тупрунке